# Dysstroma mackieata
Dysstroma mackieata là một loài bướm đêm trong họ Geometridae.